# 金泉（亀尾）駅
金泉（亀尾）駅（キムチョン（クミ）えき）は、大韓民国慶尚北道金泉市南面にある韓国鉄道公社（KORAIL）京釜高速線の駅である。

## 概要
京釜高速線のKTX・SRTが停車する。
正式な駅名表記は「金泉（亀尾）駅」と括弧が付いている。これは金泉市と亀尾市の2つの都市名から駅名をとったが、実際の駅の所在地は金泉市となっているためである（なお、京釜高速線は亀尾市内を通過していない）。
2004年4月1日、京釜高速線の1期区間（光明 - 東大邱）開業時には、大田 - 東大邱間には駅が設置されなかったが、2010年11月1日、同線の2期区間（東大邱 - 釜山）開業時に当駅が新設された。それまで金泉、亀尾周辺の住民の便宜を図るため、2007年6月から2010年10月までKTXの一部列車が京釜線（在来線）に乗り入れ、金泉駅、亀尾駅に停車していた。

## 駅構造
相対式ホーム2面4線を持つ高架駅。中央の2線は通過線（本線）となっており、ホームに接しているのは副本線である。

### のりば
| 1 | 京釜高速線 | KTX・SRT | 東大邱・慶州・釜山方面       |
|   | 通過線2線  |          |                              |
| 2 | 京釜高速線 | KTX・SRT | 大田・龍山・ソウル・水西方面 |

## 利用状況
| 年度   | 年度 | 年度 | 利用人員 | 利用人員 |
| 年度   | 年度 | 年度 | KTX      |          |
| ------ | ---- | ---- | -------- | -------- |
| 2010年 | 下り | 乗車 | 10,965   |          |
| 2010年 | 下り | 降車 | 43,568   |          |
| 2010年 | 上り | 乗車 | 45,052   |          |
| 2010年 | 上り | 降車 | 11,090   |          |
| 2011年 | 下り | 乗車 | 68,729   |          |
| 2011年 | 下り | 降車 | 303,523  |          |
| 2011年 | 上り | 乗車 | 309,697  |          |
| 2011年 | 上り | 降車 | 72,290   |          |
| 2012年 | 下り | 乗車 | 71,120   |          |
| 2012年 | 下り | 降車 | 329,512  |          |
| 2012年 | 上り | 乗車 | 333,215  |          |
| 2012年 | 上り | 降車 | 73,596   |          |

## 駅周辺
駅周辺は山間の小さな谷間の田園地帯であり、金泉の中心市街地は西へ5kmほど離れている。亀尾の中心市街地はさらに遠く、直線距離で東へ10km以上離れている。いずれの方面にも路線バスが運行されている。

## 歴史
- 2010年11月1日 - 京釜高速線の駅として開業[4]。

## 隣の駅
韓国鉄道公社
京釜高速線
KTX・SRT
大田駅 - 金泉(亀尾)駅 - 東大邱駅